# Stefan Hockertz
Stefan W. Hockertz (geboren am 18. Mai 1960 in Hannover) ist ein deutscher  Biologe und Unternehmer. In den Jahren 2003 und 2004 war er Direktor des Instituts für Experimentelle und Klinische Toxikologie am Universitätskrankenhaus Eppendorf. 2004 machte sich Hockertz beruflich selbstständig, er ist Geschäftsführer der tpi consult AG in Baar in der Schweiz.
Er wurde im Frühjahr 2020 mit umstrittenen und unbelegten Thesen zum Coronavirus SARS-CoV-2 bekannt.

## Leben
Stefan Hockertz studierte an der Universität Hannover Biologie (Diplom 1985) und wurde dort mit einer Dissertation mit dem Thema Funktion der Zellen des Makrophagensystems bei der Leishmania-donovani-Infektion 1988 promoviert. 1999 habilitierte er sich an der Universität Hamburg für die Fächer Toxikologie und Pharmakologie mit der Habilitationsschrift Immuntoxikologie: Veränderungen immunologischer Funktionen des Organismus.
Von 1986 bis 2001 forschte er in der Fraunhofer-Gesellschaft Hannover, außerdem war er Mitglied der Fraunhofer-Arbeitsgruppe für Toxikologie und Umweltmedizin in Hamburg.
Von 2000 bis 2001 war er Privatdozent für Toxikologie und Pharmakologie an der Universität Hamburg und von 2001 bis 2004 Professor (C3) für Molekulare Immuntoxikologie. Von 2000 bis 2003 arbeitete er beim Institut für Experimentelle und Klinische Pharmakologie und Toxikologie des Universitätskrankenhauses Eppendorf, deren Direktor er 2004 war. 2003 und 2004 arbeitete er am Zentrum für Experimentelle Medizin.
Danach arbeitete er selbstständig und war 2020 Geschäftsführer der von ihm 1994 gegründeten tpi consult GmbH in Bollschweil bei Freiburg.
Ermittlungen wegen Steuerhinterziehung entzog er sich Anfang 2022 nach Angaben des Vizevorsitzenden des Vereins Mediziner und Wissenschaftler für Gesundheit, Freiheit und Demokratie (MWGFD) durch Flucht ins Ausland.

## Standpunkte zur COVID-19-Pandemie und Rezeption
Stefan Hockertz äußerte am 24. März 2020 im Zusammenhang mit der COVID-19-Pandemie in Deutschland in einem Interview mit dem Privatsender 94,3 rs2 die Ansicht, die Reaktion der Politik sei unverhältnismäßig, autoritär, rechthaberisch und maßlos. Er begründete seine Auffassung u. a. mit Aussagen über die Gefährlichkeit des Coronavirus, die er mit jener der Influenzaviren gleichsetzte. Diese Einschätzung erachtete das Portal Faktenfuchs des Bayerischen Rundfunks nach eigenen Recherchen zum Teil für falsch, manche Schlussfolgerungen für verfrüht und teilweise für zu ungenau.
Mit den Behauptungen von Hockertz setzte sich auch die Redakteurin für Bildung und Wissen des Bayerischen Rundfunks, Jeanne Turczynski, kritisch auseinander. In ihrem Podcast vom 26. März 2020 erachtete sie einige Hockertzsche Aussagen für richtig, wie etwa seine Angaben zur Berechnung der Sterbeziffern und zum Abbau von Krankenhausbetten auf Intensivstationen in Italien. Bei anderen Aussagen, wie zum Beispiel zur unzureichenden Krankenhaushygiene in Italien und Spanien, vermisste sie die Quellenangaben. Nach Turczynskis Auffassung hätte es damals für weitere Behauptungen von Hockertz noch keine ausreichende Datengrundlagen gegeben, um Aussagen in die eine oder andere Richtung treffen zu können, wie etwa beim Vergleich der Gefährlichkeit von COVID-19 mit der Gefährlichkeit von Influenza. Beim Recherchezentrum Correctiv wurden seine Behauptungen als „teilweise falsch“ bewertet.
Zusammen mit einem der Gründer der Gruppierung Ärzte für Aufklärung, Walter Weber, behauptete Hockertz in einem Flyer mit dem Titel „Zwang zur Impfung droht“ im Oktober/November 2020 – also vor der Zulassung entsprechender Impfstoffe – man müsse unter als „durchaus realistisch“ bezeichneten Annahmen „mit 80.000 Toten und 4 Millionen Impfgeschädigten“ durch die „Zwangsimpfung“ rechnen. Auf der Rückseite des Flyers wurde durch die Gegenüberstellung zweier Spalten mit den Überschriften „Echte Pandemie“ und „Fake Pandemie“ erneut die Existenz der Pandemie in Zweifel gezogen.
Am 1. Februar 2021 bezeichnete der ARD-Faktenfinder eine Twitter-Nachricht von Hockertz als „komplett verdrehte Aussage“. Darin behauptete Hockertz mit Bezug auf eine Pressemeldung von Merck & Co., das Pharmaunternehmen habe gesagt, es habe nach intensiven Forschungsarbeiten festgestellt, „dass es besser wäre, statt einer Impfung das Virus zu bekommen und sein Immunsystem arbeiten zu lassen“. Merck hatte jedoch lediglich gemeldet, die Entwicklung zweier Impfstoffkandidaten eingestellt zu haben, da diese in Studien eine geringere Immunität bewirkten als eine natürliche Infektion und andere SARS-CoV-2-Impfstoffe.

## Schriften
- Funktion der Zellen des Makrophagensystems bei der Leishmania-donovani-Infektion. Dissertation. Universität Hannover 1988, DNB 890930910.
- mit Dorothea Seth-Blendinger: Unscheinbarkeiten. Engelsdorfer Verlag, Leipzig 2013, ISBN 978-3-95488-123-9
- Generation Maske. Kopp Verlag, 7. März 2021, ISBN 978-3-86445-819-4